# Eibofobie
Eibofobie is een grappig bedoelde term om een fobie voor palindromen aan te geven; het woord is zelf een palindroom. 
Het eerste lid van de samenstelling eibo betekent in feite niets; het wordt simpelweg gevormd door de letters die aan de voorzijde van het woord fobie nodig zijn om een palindroom te maken, waarbij de f in het midden staat. Fobie is afgeleid van het Griekse φόβος phóbos dat angst/vrees betekent.
De Engelse term aibohphobia zou voor het eerst zijn verschenen in de strip The Wizard of Id van Brant Parker en Johnny Hart.